# Varlam Xalàmov
Varlam Xalàmov (rus: Варлам Тихонович Шаламов)  (Vólogda, 5 de juny de 1907 (Julià) - Moscou, 17 de gener de 1982), nom complet amb patronímic Varlam Tíkhonovitx Xalàmov, fou un periodista, poeta i assagista rus.

## Trajectòria vital
El pare de Xalàmov era un sacerdot ortodox, la qual cosa li hauria d'ocasionar no poques dificultats després de la Revolució de 1917: Varlam Xalàmov no va poder continuar els seus estudis universitaris a Vólogda, i hagué de marxar a Moscou, on el 1923 reeixí a passar les proves d'entrada a la Facultat de Dret de la Universitat Estatal de Moscou (MГУ). Per poder-se pagar els seus estudis a la universitat, Xalàmov treballà en una adoberia.
Xalàmov entra en un moviment trotskista i discuteix el poder de Ióssif Stalin; en particular, es dedica a difondre, de manera clandestina, les Cartes al Congrés del Partit, que hom anomenarà més endavant el Testament de Lenin. Aquestes cartes de Lenin al Congrés són un toc d'atenció, entre altres coses, contra una eventual successió de Stalin al capdavant del Partit comunista. És arrestat el 19 de febrer de 1929 i és enviat per un període de tres anys a un camp de treball a Víxera, a l'Ural central.
Xalàmov torna a Moscou el 1932 i hi treballa com a periodista i assagista.
La gran purga de 1937 el farà retornar als camps: l'1 de gener de 1937, Xalàmov és arrestat per «activitat trotskista contrarevolucionària», condemnat a cinc anys i enviat en la Kolimà, regió de l'Extrem Orient de l'URSS, damunt del cercle polar àrtic, coneguda amb el nom de «país de la mort blanca». Moltes vegades Xalàmov desitja la mort, mal nodrit, embrutit per treball a les mines d'or, congelat pel clima polar, estomacat pels presoners de dret comú. Tanmateix, sobreviu. El 1943, sempre presoner, ha de complir una nova condemna, de deu anys aquesta vegada, però sempre a Kolimà, per «agitació antisoviètica», per haver considerat Ivan Bunin com un clàssic de la literatura russa.
| «                                   | Cal no tenir vergonya de recordar-se que hom ha estat un «crebat», un esquelet, que ha corregut en tots els sentits i que ha furgat a les escombraries […]. Els presoners eren enemics imaginaris i inventats amb els quals el govern passava comptes com si fossin veritables enemics que afusellava, matava i feia morir de fam. La dalla mortal de Stalin dallava tothom sense distinció, anivellant segons els repartiments, llistes d'un pla a realitzar. Hi havia el mateix percentatge de pocavergonyes i de covards entre els homes que van morir al camp que en el sí de la gent en llibertat. Tots eren gent presa a l'atzar entre els indiferents, els covards, els burgesos i fins i tot els botxins. Ells van esdevenir víctimes per atzar. | » |
| — Varlam Xalàmov, Relats de Kolimà. | |   |

El 1946, la sort somriurà dues vegades a Xalàmov: en el llindar de la mort, ja no pot treballar i és enviat a l'hospital en lloc de ser executat. De més, el presoner-metge Pantiuhov pren enormes riscs per fer-lo designar ajudant-metge. Xalàmov rep un salari (molt minso, però que li permetrà comprar llibres) i sobretot millora les seves condicions d'existència: una major autonomia, una verdadera ració d'aliments i sobretot no treballa més en una mina, sinó en un hospital amb calefacció. Després d'una formació ràpida, administra l'acollida dels malalts de l'hospital.
Varlam Xalàmov és alliberat el 1951, però s'ha de quedar a Magadan, la gran ciutat de la regió fins al novembre de 1953.
La mort de Stalin el març de 1953 canvia la sort per als presoners dels camps (Zek o ZK que és l'abreviatura de заключённый, zakliutxenni, mot que significa «detingut», «pres»): els morts són rehabilitats, els que encara són vius són posats en llibertat. Xalàmov no pot tornar a Moscou abans de la seva rehabilitació el 1956, i mentrestant treballa en una explotació de torba a Kalinin a 100 quilòmetres al nord-oest de la capital.
A Moscou, Xalàmov publica assajos i poesia en revistes literàries, tot dedicant-se a la seva obra major : els Relats de Kolimà on conta la seva experiència als camps. Els esbossos són enviats als països occidentals de contraban i també són publicats a l'URSS per samizdat. Els Relats apareixen per primera vegada el 1966 i la primera edició en llengua russa (tanmateix, a l'estranger) apareix el 1978. El 1972, Xalàmov ha de renegar dels seus Relats, molt probablement forçat per les pressions de l'Estat. El llibre apareix a l'URSS el 1987.
La mort de Xalàmov és una metàfora de la seva vida: pobre, afeblit, malalt, es consumeix en un hospital psiquiàtric moscovita el 1982 i és enterrat al cementiri de Kuntsevo de Moscou.

## Obres de Xalàmov
El 2013 aparegué la primera traducció en català d'aquest autor, a càrrec de Xènia Dyakonova i José Mateo, sobre la seva obra més coneguda: Relats de Kolimà:
- Relats de Kolimà. volum I, editorial Días Contados, Barcelona 2013 ISBN 978-84-940039-4-3
- Relats de Kolimà. volum II La riba esquerra i volum III El mestre de la pala, editorial Días Contados, Barcelona 2018 ISBN 978-84-945664-7-9

Ja anteriorment, la barcelonina Editorial Minúscula publicà en castellà aquesta mateixa obra:
- Relatos de Kolimá. Volumen I, 2007 ISBN 978-84-95587-34-3
- Relatos de Kolimá. Volumen. La orilla izquierda, 2009 ISBN 978-84-95587-47-3
- Relatos de Kolimá. Volumen III. El artista de la pala, 2010 ISBN 978-84-95587-65-7

## Adaptació teatral
L'obra de Xalàmov va ser adaptada al teatre Confluences a París per primera vegada el 2005 per Ariel Cypel sota el títol C'est ainsi que nous vivions, quelques récits de la Kolyma, amb Charlie Bauer i Marie Alexandre Ferrier.